# Scolecobrotus bimaculatus
Scolecobrotus bimaculatus là một loài bọ cánh cứng trong họ Cerambycidae.